# 2025年5月以色列空襲也門
阿拉伯標準時間2025年5月5日，以色列空軍針對也門胡塞武裝發動多輪空襲，以報復該組織前一天對本-古里安國際機場發射彈道導彈襲擊。此輪空襲包括轟炸薩那國際機場，該機場連同數架飛機一併被摧毀。

## 背景
自2025年3月以色列襲擊加沙地帶結束停火後，胡塞武裝重啟對以色列的彈道導彈攻擊。儘管以軍成功攔截26枚導彈，仍有一枚於5月4日擊中本-古里安國際機場，導致多班航班被取消。次日，以色列派遣戰機以數十枚彈藥空襲荷台達港。

## 襲擊

### 5月5日
以色列空軍於5日出動超過30架戰機，攻擊9個胡塞設施，並投擲約50枚彈藥。空襲目標之一是荷台達東部的al-Imran水泥廠。據也門方面報道，該處出現死傷。胡塞相關媒體稱，該次空襲導致四人喪生、42人受傷。以色列一名安全官員表示：「我們摧毀了荷台達港及用於製造武器的混凝土工廠。」

### 5月6日
翌日，以色列再度出擊，空襲薩那國際機場，目標包括機場跑道、戴拉米空軍基地、離境大堂及三架民用客機，使機場基本癱瘓。以軍指控胡塞武裝利用該機場作為「運送武器及人員」的據點。同日亦空襲薩那的發電站，聲稱這些設施為胡塞的重要電力供應基礎建設。據胡塞媒體報道，此輪空襲造成3人死亡、38人受傷，另有3架屬也門航空的客機在地面被毀。